# Moldes (Brión)
Moldes es una aldea española situada en la parroquia de Luaña, del municipio de Brión, en la provincia de La Coruña, Galicia.
La aldea de Moldes se encuentra en el final del Valle de las Cortiñas de Moldes situado a un nivel medio de 300 m sobre el nivel del mar.La aldea está próxima al "Regato dos Muíños",un arroyo que sirve de frontera natural de los municipios de Brión y Rois.En las proximidades del Regato se encuentra el "Bosque das Penas" la "Fervenza de Moldes" y los "Muíños de Moldes",una serie de molinos harineros que funcionaron hasta inicios del s.XXI (actualmente estas construcciones se encuentran saqueadas y en estado ruinoso)
La aldea cuenta con una orografia bastante accidentada al situarse en una colina.Este empinado terreno se contempla en la calle de "O Quinteiro"que cuenta con una elevada pendiente y conecta todas las casas de la aldea.En esta misma calle se encuentra la "Fonte de Moldes" datada del año 1969 construida gracias al dinero de emigrantes locales. Además desde O Quinteiro se puede contemplar numeroso hórreos que adornan la aldea.Estas edificaciones se empleaban para guardar las cosechas u otros materiales durante el otoño y el invierno.

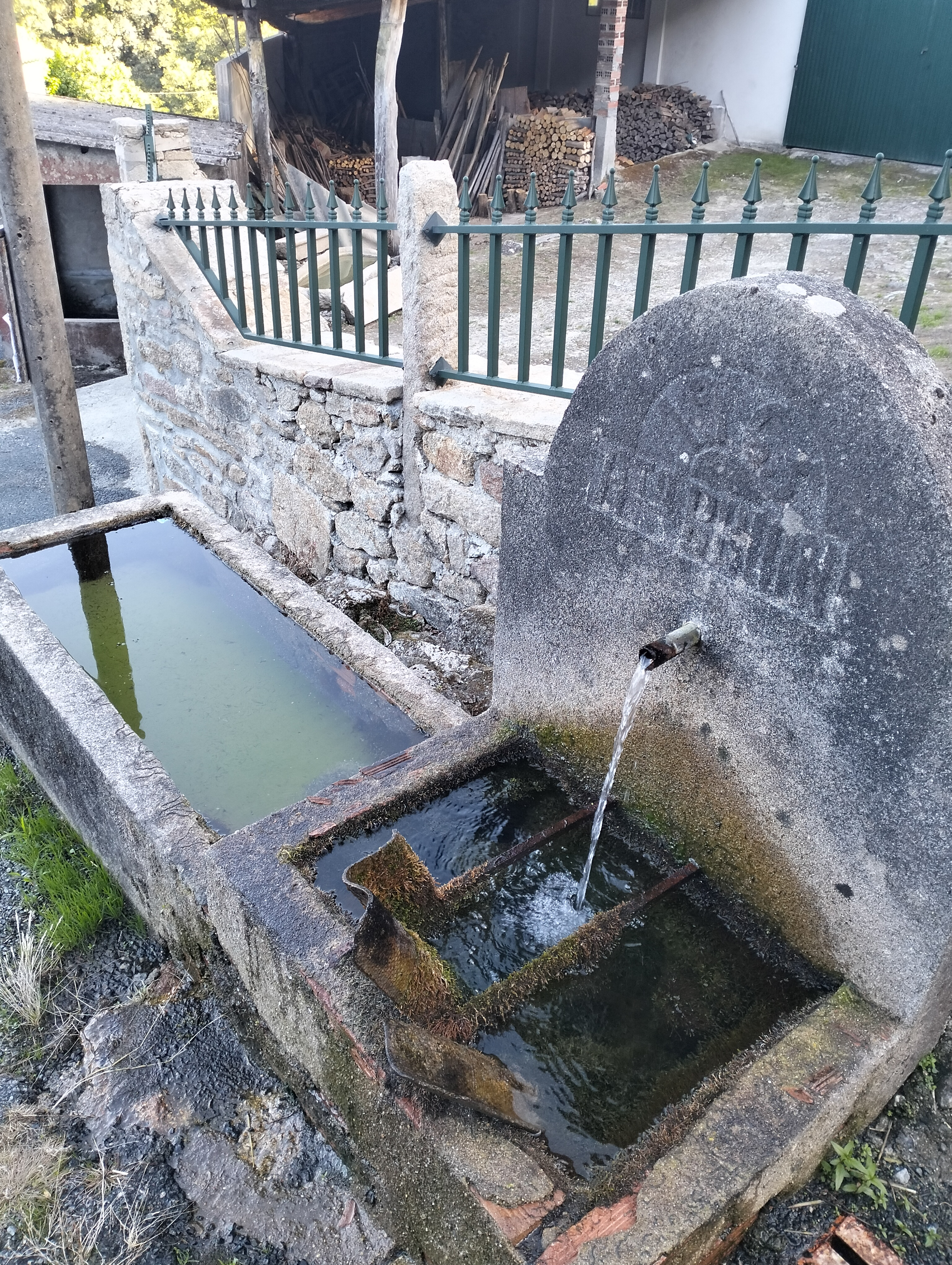
Fonte de Moldes
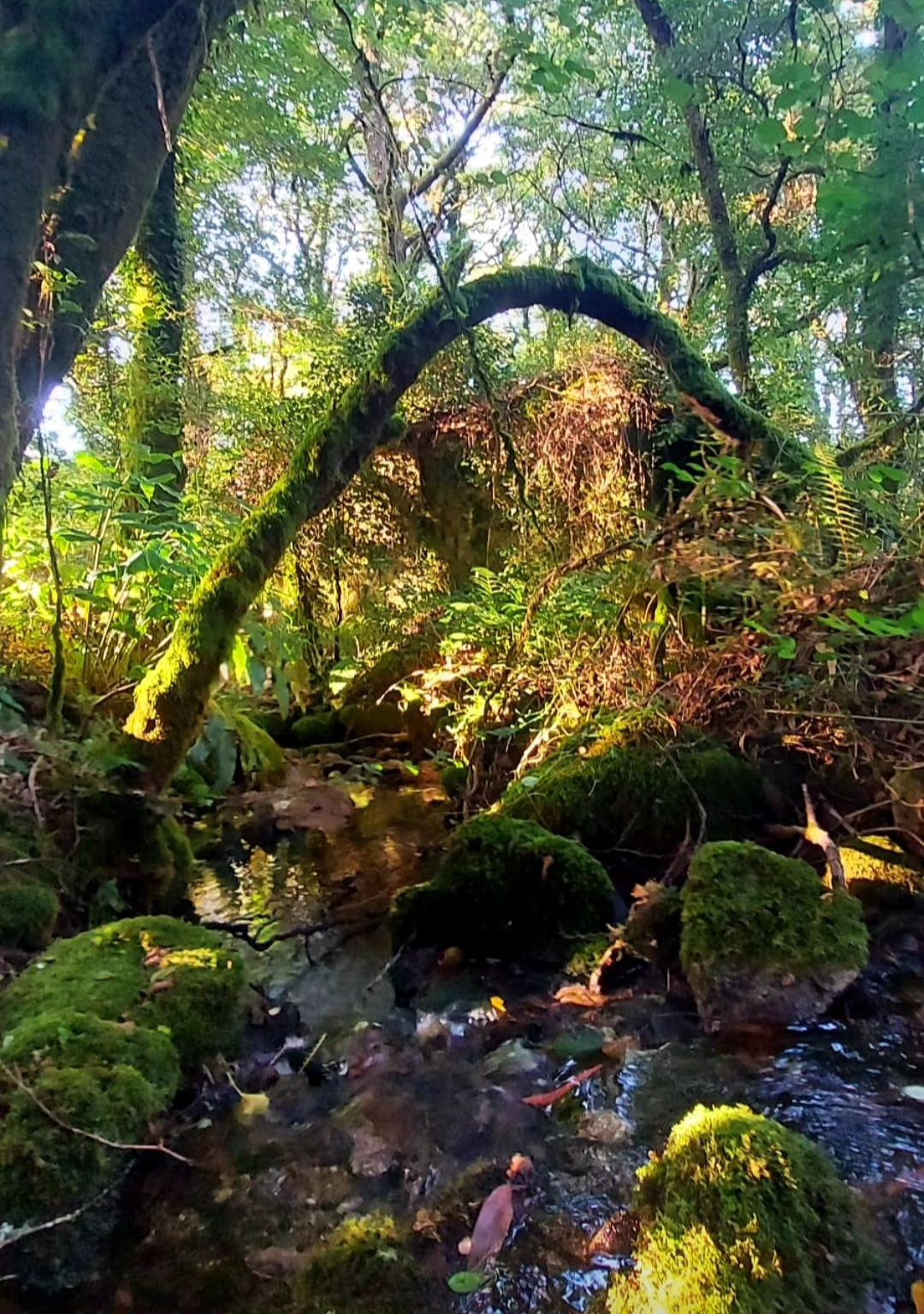
Bosque das Penas
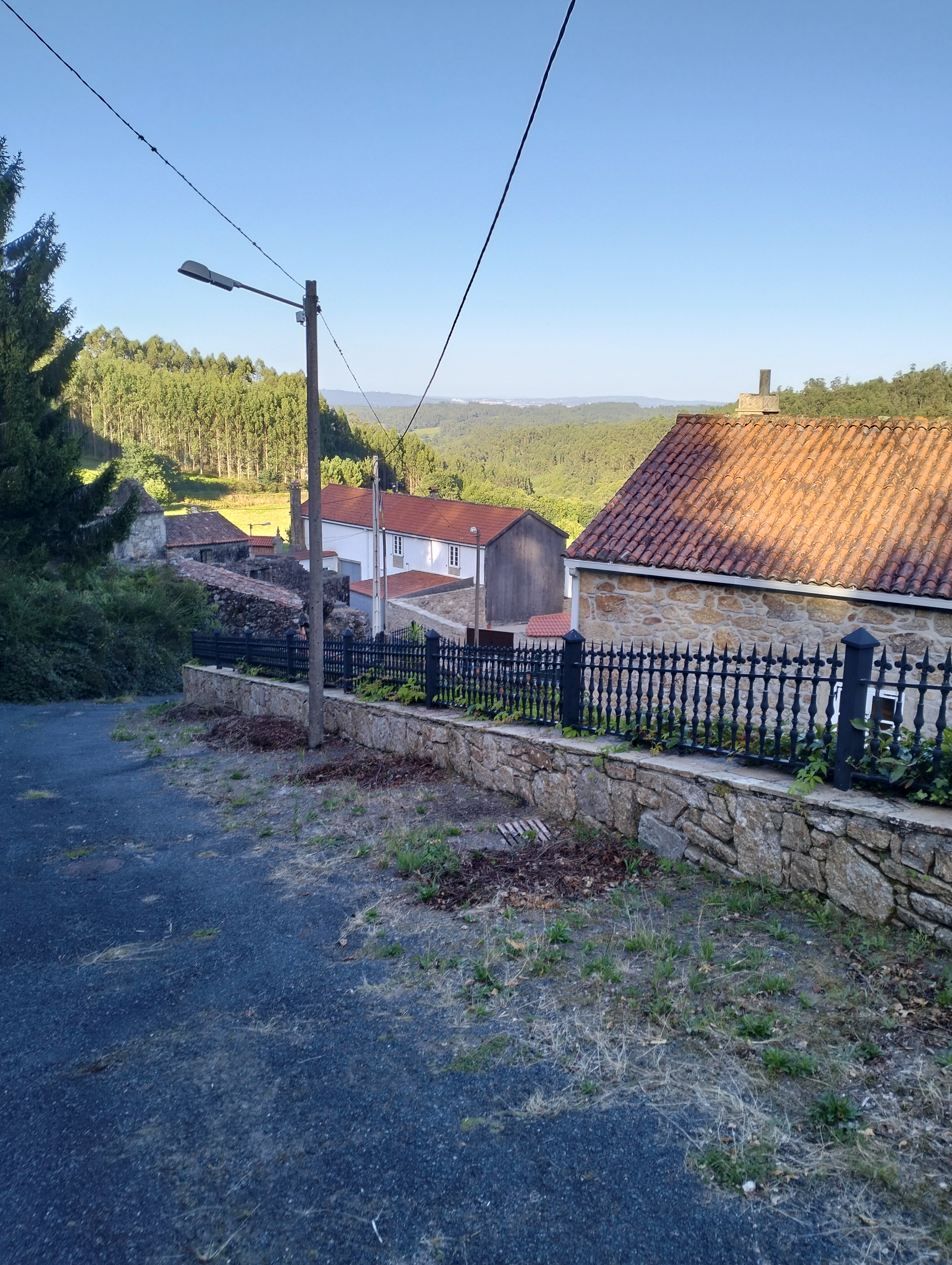
O Quinteiro

| Gráfica de evolución demográfica de Moldes entre 2000 y 2018 |
|                                                              |
| Datos según el nomenclátor publicado por el INE.             |